# Fernand Payette
Fernand Payette (ur. 23 sierpnia 1921 w Montrealu, zm. 5 września 1993 tamże) – kanadyjski zapaśnik walczący w stylu wolnym. Olimpijczyk z Londynu 1948, gdzie zajął czwarte miejsce w wadze półciężkiej.

## Letnie Igrzyska Olimpijskie 1948
| Konkurencja      | Rundy eliminacyjne        | Rundy eliminacyjne        | Rundy eliminacyjne   | Rundy eliminacyjne      | Rundy eliminacyjne    | Klas. końcowa |
| Konkurencja      | Przeciwnik I              | Przeciwnik II             | Przeciwnik III       | Przeciwnik IV           | Przeciwnik V          | Miejsce       |
| ---------------- | ------------------------- | ------------------------- | -------------------- | ----------------------- | --------------------- | ------------- |
| 87 kg styl wolny | Robert Landesmann (FRA) Z | Spyros Defteraios (GRE) Z | Oscar Verona (ITA) Z | Bengt Fahlkvist (SWE) P | Fritz Stöckli (SUI) P | 4.            |